# Centre de Documentació Musical de Catalunya
El Centre de Documentació Musical de Catalunya (CDMC), també conegut com a Centre de Documentació Musical de la Generalitat de Catalunya (CDMGC), fou una institució creada l'any 1983 a Barcelona amb el vistiplau de la Generalitat de Catalunya i sota la direcció de Montserrat Albet i Vila, que va perdurar fins a l'any 2005, moment en què s'integrà a la Biblioteca Nacional de Catalunya, traspassant-li tots els seus fons.
Des del primer moment el seu objectiu principal fou el de recuperar, conservar i posar a disposició del públic el patrimoni documental català de la música de totes les èpoques, aplegant especialment els llibres, manuscrits, impresos i reproduccions de música culta catalana a fi de posar-la a l'abast dels estudiosos i intèrprets i contribuir a la seva conservació i difusió. Físicament, estava ubicat a l'antiga casa residència de Josep Bartomeu i Granell, coneguda com el Jardí dels Tarongers de Pedralbes. El Centre disposava d'una sala de música amb murals d'Antoni Vila i Arrufat, i estava presidida pel piano Pleyel d'Enric Granados. La biblioteca del centre contenia més de 12000 volums, i també una notable col·lecció de partitures originals. Moltes d'aquestes obres procedien dels fons musicològics d'autors com Josep Subirà i Puig, Josep Rafael Carreras i Bulbena, Claudi Martínez Imbert, Josep M. Lamaña o Lluís Benejam i Agell. Al Centre també es trobaven manuscrits amb obres d'Enric Granados, Joan Lamote de Grignon i Bocquet, Ricard Lamote de Grignon i Ribas, Enric Morera i Viura, Joan Llongueras i Badia, Eduard Toldrà, Joan Altisent i Joan Comellas i Maristany. A més, es podia trobar un important arxiu fotogràfic amb fons, principalment, de Pau Barceló i Emili Bosch i Roger. Una bona col·lecció de revistes musicals catalanes i estrangeres i de premsa diària classificada també estava disponible entre la documentació que es trobava al Centre de Documentació. L'any 2005 el centre tanca definitivament com a centre de documentació i el seu personal i el seu fons s'incorporen a la Biblioteca de Catalunya.
Els seus directors han estat Montserrat Albet i Vila, des de la seva creació i fins a l'any 1993, Salvador Pueyo i Pons, des del 1993 fins al 2000, i Núria Portell des de l'any 2000.